# Легат Радивоја Стоканова
Легат Радивоја Стоканова је посебна библиотека целина Градске библиотеке „Карло Бијелицки” у Сомбору који је основан 2013. године.

## Живот и каријера дародавца
Радивој Стоканов је био историчар српске књижевности и културе, књижевни критичар. Рођен је у Стапару, 19. августа 1949. године.
Завршио је Гимназију „Вељко Петровић” у Сомбору. У Новом Саду на Филозофском факултету завршио је Југословенску књижевност. Радио је у Градској библиотеци „Карло Бијелицки” у Сомбору, 25 година је био главни уредник часописа за културу Домети (од 55. броја 1988. до двоброја 148-149 у 2012. години).
Приредио је више књига: Успомену на др Лазу Костића Радивоја Симоновића (1986), фототипско издање Устава Сомборске српске читаонице (1998), са Миодрагом Суботином Вођ о обнови дома Српске читаонице ,,Лаза Костић” у Сомбору (2000), са Савом Стојковом књигу-каталог Славни мужеви Сомборске српске читаонице (2000), завичајну читанку Стапарски памтивек (2003), Аутобиографију Еде Маргалића (2004), мемоаре Нике Максимовића Гружани (2006), Црте из прошлости града Сомбора и околине сомборске Николе Ђ. Вукићевића (2007).
Добитник је Награде „Дејан Медаковић”, за књигу Траговима Лазе Костића (2013), у којој је сабрао три деценије истраживачког рада о великом песнику српског романтизма. Издавачкој кући „Алтера” из Београда, припала је Награда „Лаза Костић”, коју додељује Салон књига Новосадског сајма.
Постухмно му је 2013. године додељена Октобарска награда града Сомбора, која се додељује поводом годишњице ослобођења од фашистичке окупације у Другом светском рату као посебно признање за изузетне резултате у раду, односно као награда за животно дело.
Идејни је покретач „Вељкових дана”, књижевне смотре у Сомбору, који се одржавају сваке године од 2007. године.

## О легату
Супруга и син Радивоја Стоканова, дугогодишњег библиотекара Градске библиотеке у Сомбору, поклонили су, након његове смрти, велики део његове личне библиотеке да се чува као легат.
Легат чине:
- 867 књига и брошура;
- 17 сепарата;
- 157 примерака серијских публикација;
- 31 примерак изложбених каталога, позивница и водича.

Легат Радивоја Стоканова нема посебну књигу инвентара, али носи интерну ознаку у сигнатури која га одваја од осталог фонда Научног одељења. Свака јединица има печат - ex libris, који је дизајнирао Дејан Подлипец, са именом и ликом Радивоја Стоканова.

## Галерија
- Легат Радивоја Стоканова
- Легат Радивоја Стоканова
- Легат Радивоја Стоканова